# David Soares
David Bezerra Ribeiro Soares (Rio de Janeiro, 21 de dezembro de 1973), é um cantor e político brasileiro, filiado ao União Brasil (UNIÃO). É filho do pastor e missionário R. R. Soares. Nas eleições de 2016, foi eleito vereador na cidade de São Paulo, e em 2018, deputado federal.

## Carreira política

### Caso Marielle Franco
Em 10 de abril de 2024, este pastor foi um dos deputados federais que votou no plenário da Câmara dos Deputados em favor da soltura do deputado Chiquinho Brazão acusado pela Polícia Federal de ser mandante do assassinato da ex-vereadora carioca Marielle Franco e, também, de possuir vínculos com organizações criminosas milicianas do Rio de Janeiro. Esta decisão de ser contrária à prisão de um deputado federal acusado de assassinato e foi considerado como perigoso para a Justiça Brasileira foi tomada por todos os membros do partido União Brasil (UNIÃO).

### Voto em separado
Em 30 de outubro de mesmo ano, o deputado apresentou um voto em separado (VTS) na Comissão de Direitos Humanos, Minorias e Igualdade Racial (CDHMI), em 30 de outubro de 2024. O projeto tramitava em caráter conclusivo, o que significa que poderia ser aprovado diretamente pelas comissões, sem necessidade de passar pelo Plenário da Câmara. Já havia parecer favorável da relatora Erika Hilton, do Partido Socialismo e Liberdade (PSOL), e o texto caminhava para ser aprovado nas comissões e, então, seguir para o Senado Federal. No entanto, o voto em separado apresentado por Soares, que contestava o parecer favorável com base argumentou em documento:
"Nos dias atuais, os valores tradicionais da família brasileira estão sendo constantemente atacados, ameaçando a desestruturação do núcleo familiar e desvio das raízes culturais que sustentam um dos pilares fundamentais dasociedade: a família. Alguns países e organizações internacionais, como a ONU, são vistos como exercendo pressão ao promover movimentos e campanhas, como a cultura woke, que radicalizam as pautas do casamento entre pessoas do mesmo sexo. Essas ações, desconsideram a soberania nacional e o direito de cada país de definir suas políticas sociais de acordo com os valores tradicionais de sua população."
Com isso, o projeto perdeu o caráter conclusivo e passou a precisar ser analisado pelo Plenário da Câmara dos Deputados. A intervenção do parlamentar teria atrasado a tramitação proposta voltada à "garantia de direitos civis", ao mesmo tempo em que teria permitido o avanço de um substitutivo considerado pela comissão da Ordem dos Advogados do Brasil (OAB) como "contrário aos direitos humanos e inconstitucional", ao institucionalizar a proibição do reconhecimento legal de uniões entre pessoas do mesmo sexo e impedir sua equiparação ao casamento civil, contrariando decisões já consolidadas pelo Supremo Tribunal Federal (STF).

## Carreira musical
Iniciou a sua carreira musical em 2009 com o lançamento do álbum Minhas Canções na Voz de David Soares, pela gravadora Graça Music. O álbum tem 12 faixas de louvor, pop e pop rock, e ultrapassou 40 mil cópias vendidas e rendendo o primeiro Disco de Ouro de Soares.